# Гайсин
Га́йсин — місто в Україні, адміністративний центр Гайсинського району та Гайсинської міської громади Вінницької області.

## Назва
Відповідно до розповсюдженої версії, назва міста має тюркське походження. За однією з версій, назва походить від тюркських кочових племен чорних клобуків, які проживали у цих краях у ХІ — XII століттях. Гайсин з тюркської мови означає «стан на горбі».
Також існує версія, що назва міста Гайсин та села Гайшин походить від татарського імені Гайса.

## Економіка
Підприємства та організації: спиртовий завод, завод продтоварів, хлібозавод, швейна, меблева фабрики, молокозавод, консервний завод, оцинкований завод, млин, промкомбінат, м'ясозавод, асфальтний завод, цегляний завод, завод по виготовленню консервних кришок, нафтобаза, кулінарна фабрика.[джерело?]

## Транспорт
З Гайсина в усякі боки розходиться п'ять ключових міжрайонних автошляхів.
Через Гайсин пролягають автошлях міжнародного значення E50 М30 (Стрий — Знам'янка — Ізварине) та автошлях регіонального значення Брацлав — Гайсин — Умань — Черкаси (завдожки 317 км), побудований у 1961 році під проводом інженера Степана Кожум'яки. Стан її нині жахливий, щомісяця трапляються дорожньо-транспортні події.
У місті Гайсині діє однойменна залізнична станція, через яку курсують приміські поїзди сполученням  Гайворон — Вінниця. Особи пенсійного віку  й інші пільгові категорії пасажирів мають право на безкоштовний проїзд в цих приміських поїздах. До речі, в складі приміських поїздів курсують плацкартні вагони. На станції Вінниця узгоджена пересадка пасажирів на приміські електропоїзди до Києва та зворотно.

## Історія
Перша згадка припадає на 1545 рік, коли місто входило до складу Брацлавського воєводства. 5 вересня 1577 року король Польщі Стефан Баторій видав шляхтичу-вояку Яну Оришевському привілей на розлогу пустку Гайсин над річкою Соб. В 1744 р. отримав магдебурзьке право.
У 1785 році внаслідок поділу Польщі відходить до Росії. З 1797 року Гайсин — повітове місто Подільської губернії. У місті була чоловіча гімназія, яка пізніше стала школою-інтернатом. Зараз у цій будівлі розташований ліцей-гімназія №7.

### Новітня історія
28 листопада 2015 року єпископ Вінницький і Брацлавський Михаїл звершив чин освячення храму на честь Святого великомученика і цілителя Пантелеймона.
На початку лютого 2019 року у Гайсині відкрили Меморіальний комплекс Алеї слави на честь загиблих вiйськових 59-ї окремої мотопіхотної бригади на території військової частини, у якій розташована бригада. На меморіальній стелі викарбувано імена 48 солдатів, які загинули під час війни на сході України.

## Населення

### Національний склад
Національний склад населення за даними перепису 2001 року:
| Національність  | Відсоток |
| --------------- | -------- |
| українці        | 92,44%   |
| росіяни         | 6,21%    |
| білоруси        | 0,33%    |
| євреї           | 0,21%    |
| вірмени         | 0,14%    |
| поляки          | 0,11%    |
| татари          | 0,10%    |
| інші/не вказали | 0,46%    |

### Мовний склад
Рідна мова населення за даними перепису 2001 року:
| Мова            | Чисельність, осіб | Доля   |
| --------------- | ----------------- | ------ |
| Українська      | 23 714            | 93,01% |
| Російська       | 1 689             | 6,62%  |
| Вірменська      | 22                | 0,09%  |
| Білоруська      | 21                | 0,08%  |
| Румунська       | 7                 | 0,03%  |
| Інші/Не вказали | 42                | 0,17%  |
| Разом           | 25 495            | 100%   |

## Особистості

### Уродженці
- Бакалов Валерій Михайлович — воїн-афганець, кавалер ордена Червоної Зірки.
- Бєсов Леонід Михайлович (нар. 1938) — український історик, дослідник науково-технічного та інноваційного розвитку України.
- Бродовський Богдан Віталійович (1984—2021) — майор Збройних сил України, учасник російсько-української війни.
- Бромберг Давид Семенович (1915—1998) — єврейський та російський поет.
- Високович Володимир Костянтинович — патологоанатом, бактеріолог та епідеміолог.
- Грицина Віктор Степанович — український живописець.
- Доорохольський Осип Осипович — поет і перекладач.
- Дяченко Юрій Олександрович — різьбяр по дереву, лікар-невропатолог.
- Загородній Юрій Олексійович — підполковник Армії УНР[11].
- Зарков Володимир Григорович (1945—1999) — український співак (тенор).
- Калита Алла Андріївна (нар. 1945) — український мовознавець.
- Керлер Йосип Борисович — єврейський поет та письменник, творив на їдиш.
- Климчук Василь Анатолійович — український журналіст. Заслужений журналіст України.
- Котенко Олександр Леонідович (1971—2022) — сержант Збройних сил України, учасник російсько-української війни.
- Котенко Сергій Леонідович (1967—2022) — учасник російсько-української війни, лицар ордена Богдана Хмельницького ІІІ ступеня. Герой України (посмертно).
- Кравченко Сергій Вікторович (1984—2016) — доброволець ДУК, учасник російсько-української війни[12].
- Кручек Олександр Алікович (нар. 1961) — український історик.
- Лабун Євген Васильович (1989—2014) — солдат Національної гвардії України, учасник російсько-української війни.[13]
- Менюк Станіслав Петрович (1991—2014) — український військовий, вояк батальйону «Айдар» МО України, учасник російсько-української війни.
- Михальчук Валеріан Логинович — (21.01.1901 — 03.09.1937) — український композитор, був безпартійним. Арештований та розстріляний у Києві.
- Недзвецький Олександр Семенович — підполковник Армії УНР[14].
- Пироговський Олександр Сидорович (1897—1943) — київський підпільник, Герой Радянського Союзу.
- Поляк Семен Йосипович (1894—1955) — радянський лікар.
- Пронін Вадим Олександрович — молодший сержант Збройних сил України, загинув у боях за Дебальцеве.
- Рибаченко Олександр Сергійович (1989—2016) — старший солдат Збройних сил України, учасник російсько-української війни.
- Соловйова Анастасія Агеївна (нар. 1929) — український історик.
- Сорочинський Лев — співак і диригент.
- Танцюра Євген Петрович (1976—2022) — головний сержант Збройних сил України, учасник російсько-української війни.
- Штеренберг Поліна Марківна (1907—?) — радянська вчена в галузі захисту рослин.
- Юрчак Віра Гаврилівна (нар. 1947) — український фахівець у галузі технології макаронних виробів.

### Почесні громадяни
- Топаллер Анатолій Семенович (1911—1996) — Герой Радянського Союзу (19.05.1940), нагороджений орденом Леніна, двома орденами Червоного Прапора, орденом Червоної Зірки, медалями. Почесний житель міста.

### Поховані
- Десятнюк Олександр Олександрович (1988—2022) — старший лейтенант Збройних Сил України, учасник російсько-української війни, що загинув у ході російського вторгнення в Україну.

## Галерея

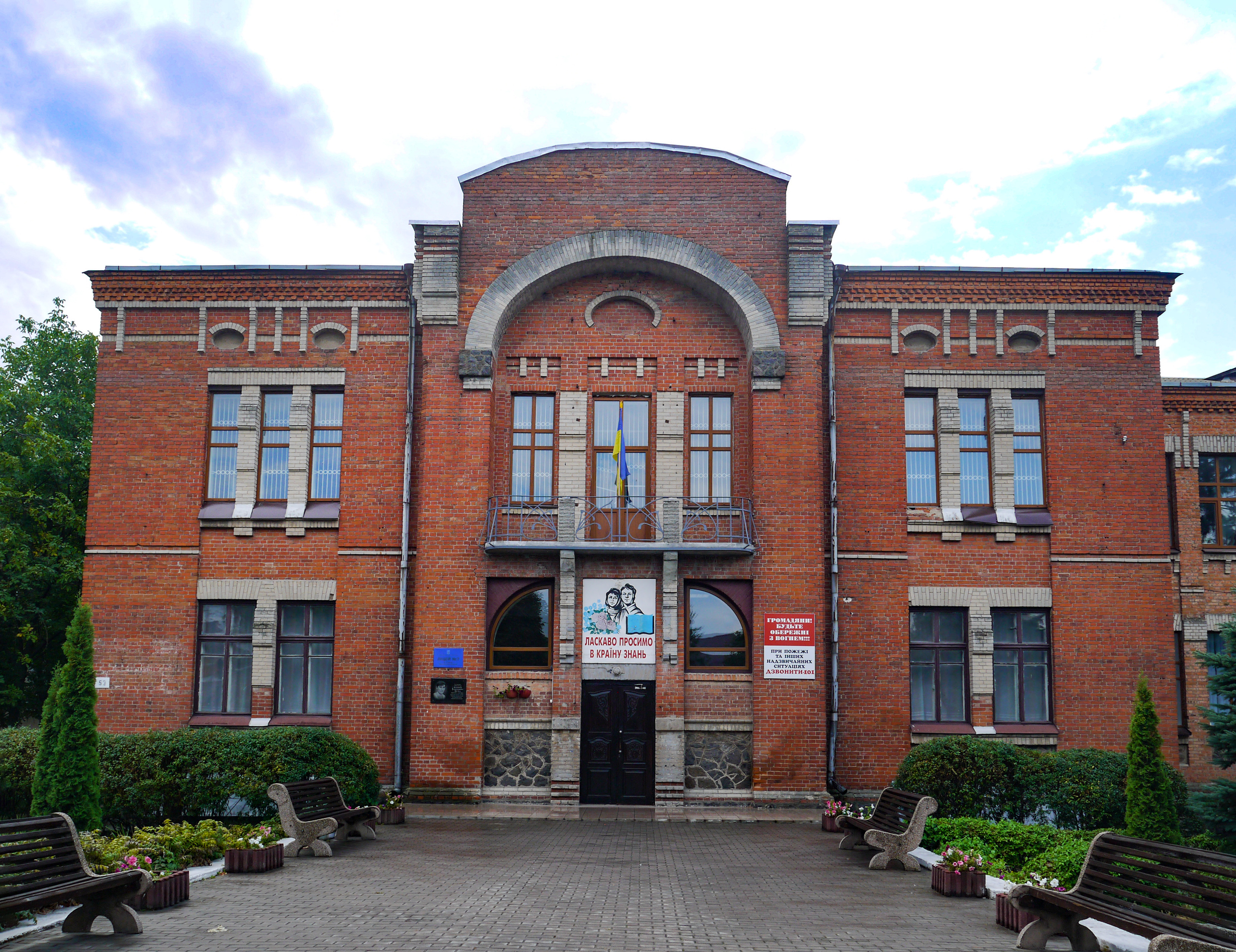
Школа Ліцей №7, поч. XX ст.
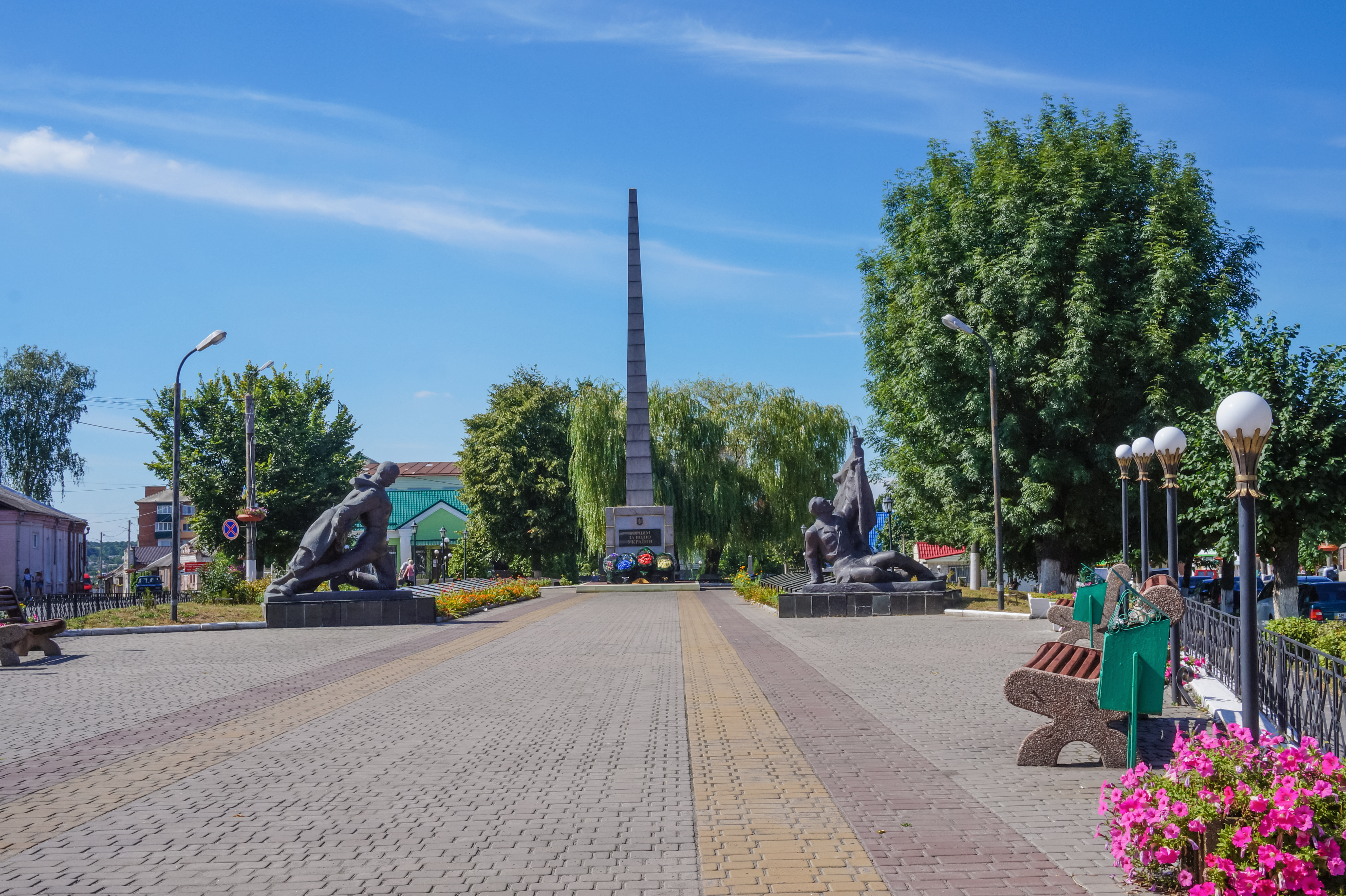
Пам'ятник борцям за волю України
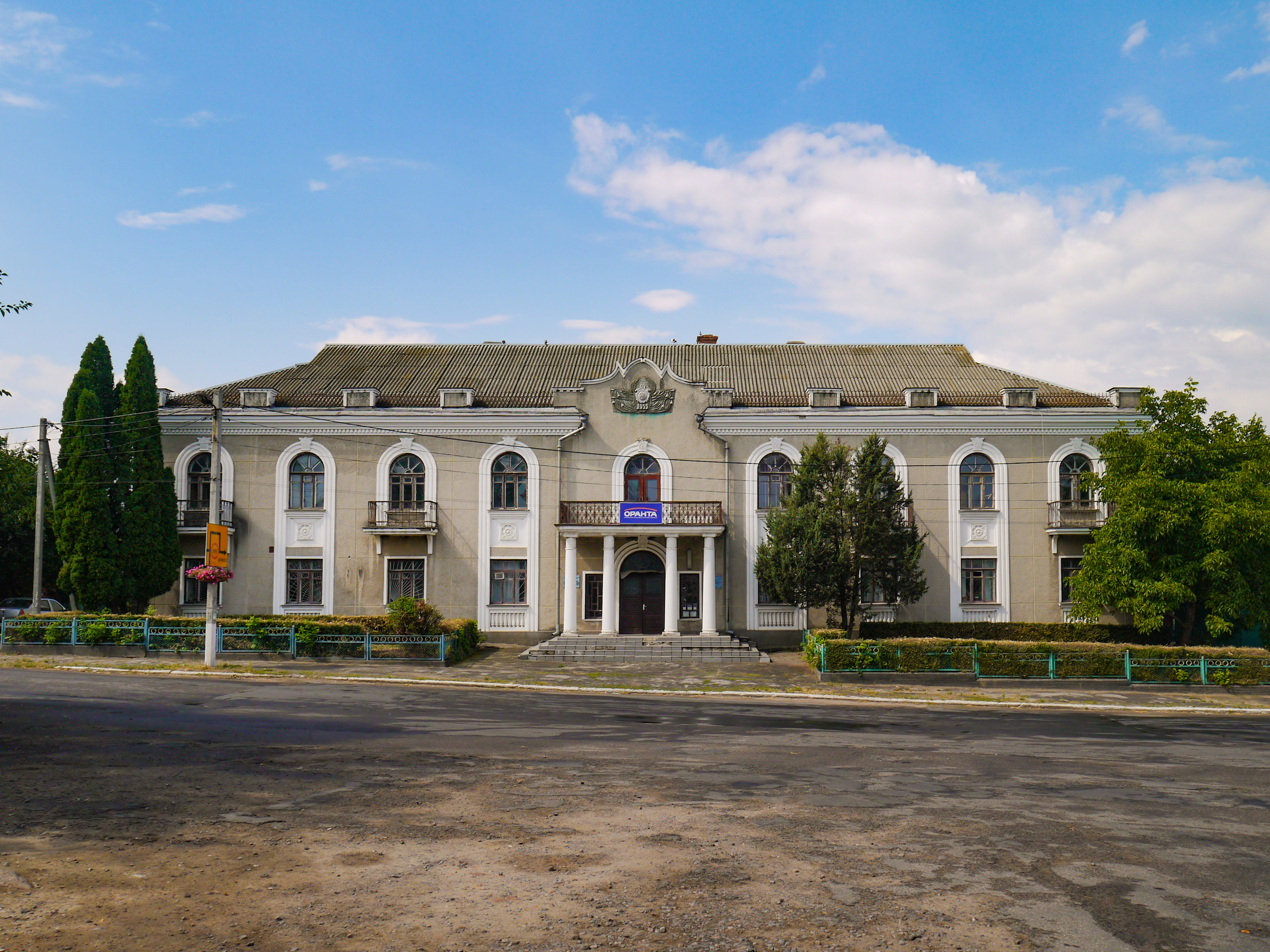
Адміністративний будинок
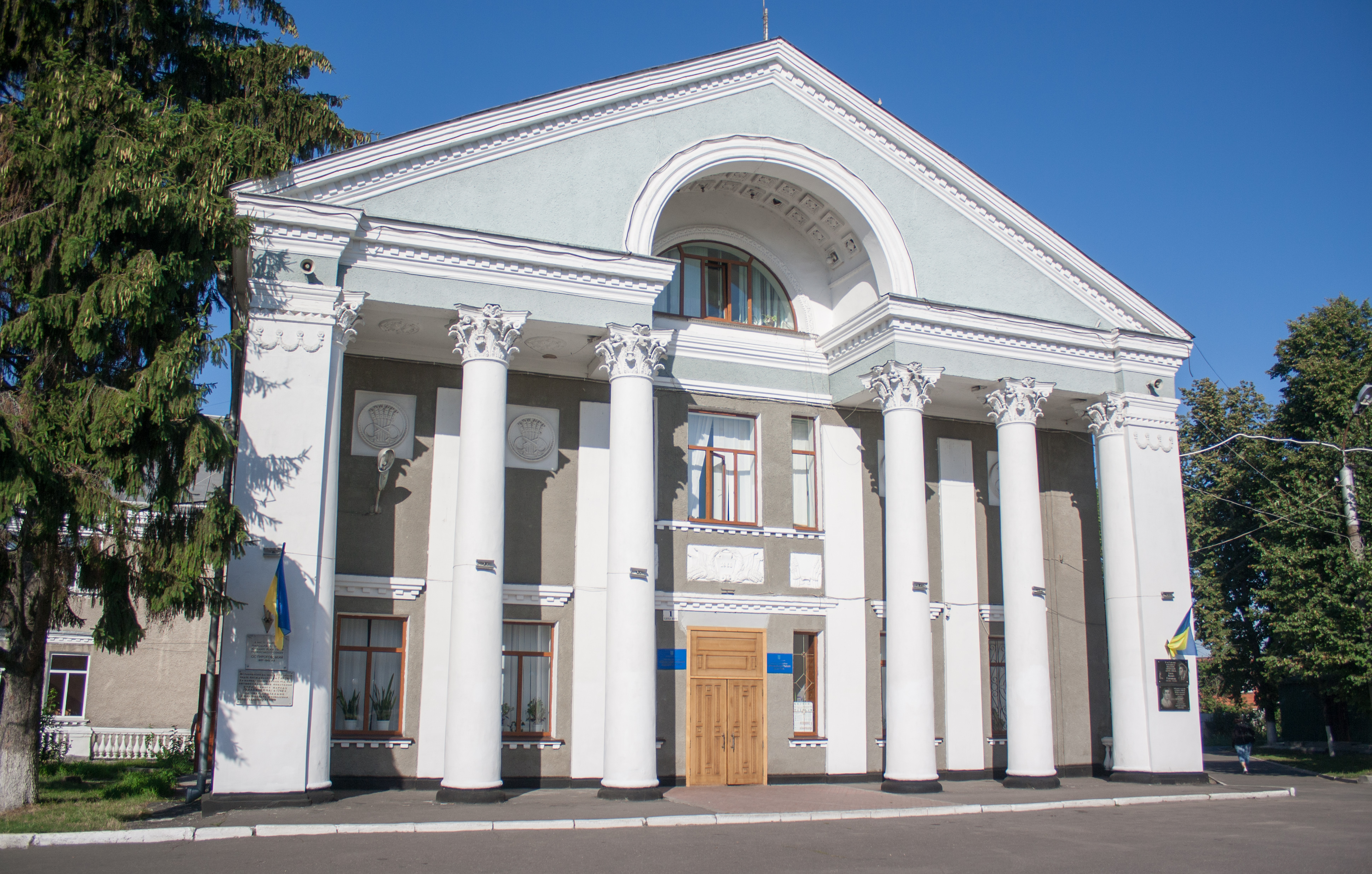
Будинок культури
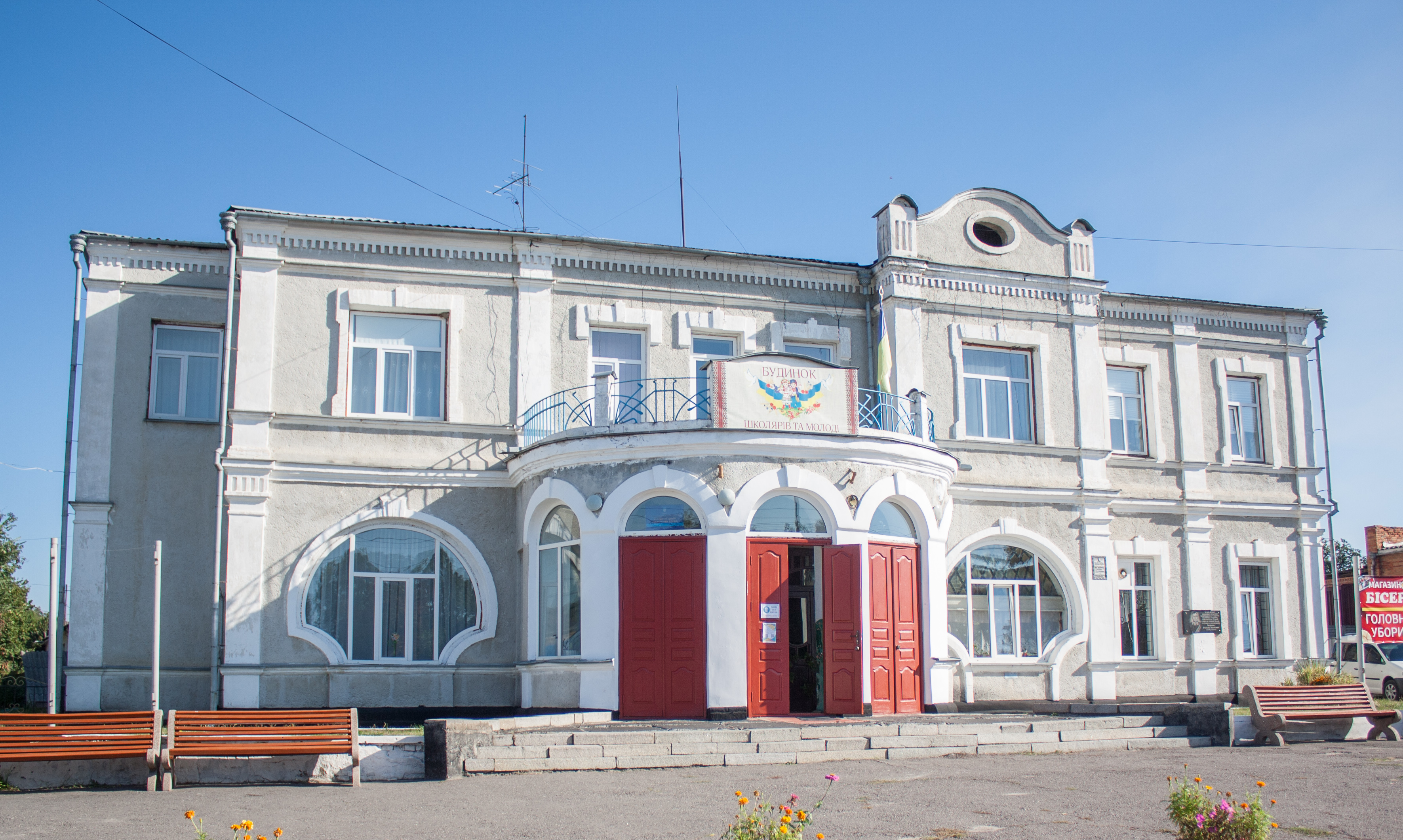
Будинок адвоката Літваковського